# Кшановице (гмина)
Кшановице (пол. Krzanowice) — городско-сельская гмина (волость) в Польше, входит как административная единица в Рацибужский повет, Силезское воеводство. Население — 6086 человек (на 2004 год).

## Демография
| Перепись                       | Всего   | Всего | Женщины | Женщины | Мужчины | Мужчины |
| ------------------------------ | ------- | ----- | ------- | ------- | ------- | ------- |
| Единицы                        | человек | %     | человек | %       | человек | %       |
| Население                      | 6086    | 100   | 3107    | 51,1    | 2979    | 48,9    |
| Плотность населения (чел./км²) | 129,3   | 129,3 | 66      | 66      | 63,3    | 63,3    |

## Соседние гмины
1. Гмина Кшижановице
2. Гмина Петровице-Вельке
3. Рацибуж